# Rei Hino
Rei Hino ili Marsova ratnica (en. Sailor Mars, ja. セーラーマーズ, Hino Rei, Sērā Māzu)  je lik iz anime serije "Mjesečeva ratnica". Njezin planet zaštitnik je Mars, zbog čega je Marsova ratnica. Glas joj je posudila Michie Tomizawa.

## Opis Marsove ratnice
Ona je treća ratnica, kojoj je zaštitnik planet Mars, a posjeduje i moć vatre. Temperamentna i nagla, često dolazi u sukob s Usagi koja je živcira zbog svoje plačljivosti. Rei je jaka i odlučna djevojka koja obožava biti vođa i strašno je frustrira što nije ona glavna, a plačljiva Usagi je. Živi u hramu s djedom koji je svećenik. Oduvijek je htjela biti pjevačica jer voli biti u središtu pažnje. Unatoč svojoj tvrdoglavosti i temperamentu Rei je dobra i uvijek spremna pomoći. Vegetarijanka je i najdraža joj je hrana vegetarijanska pizza. Rođena je 17. travnja i u zodijaku je Ovan, a omiljena boja joj je crvena. Njezina krvna grupa je AB. Njene transformacije su:
- Mars Power, Make Up!
- Mars Star Power, Make Up!
- Mars Crystal Power, Make Up!

Njeni napadi su:
- Fire Soul
- Fire Soul Bird
- Burning Mandala
- Rin, pyou, tou, sha, kai, jin, retsu, sai, zen. Akuryō Taisan! (ja. 臨、兵、闘、者、皆、陣、列、在、前。悪霊退散!)
- Mars Flame Sniper

Grupe Reinih moći i napada su:
- Sailor Teleport!
- Sailor Planet Power!
- Sailor Planet Attack!
- Silver Crystal Power!
- Sailor Special Garlic Attack!

Posjeduje mnoštvo posebnih predmeta, a to su:
- Mars Transformation Pen
- Mars Stick
- Mars Crystal Stick
- Mars Arrow
- Mars Crystal
- O-fuda Parchment
- Communication Devices